# Seine zweite Frau
Seine zweite Frau (Originaltitel: The Prude’s Fall) ist ein britisches Filmdrama von Graham Cutts aus dem Jahr 1925. Er basiert auf einem von Rudolph Besier und May Edginton verfassten Bühnenstück. Filmhistorisch bemerkenswert ist der Film vor allem wegen der Mitarbeit von Alfred Hitchcock in verschiedenen Funktionen vor seiner eigenen Karriere als Filmregisseur.

## Handlung
Seine zweite Frau ist ein romantisches Drama um einen französischen Kapitän, der mit einer reichen Witwe anbandelt.

## Hintergrund
Der Mangel an verwertbaren Erinnerungen oder Unterlagen führt dazu, dass es auch zu den Umständen der Herstellung von Seine zweite Frau nur wenige und teilweise widersprüchliche Informationen gibt. Alfred Hitchcock, der an dem Film als Drehbuchautor, Regieassistent, und Ausstatter beteiligt war, erinnert sich an den Film in „Mr. Hitchcock, wie haben Sie das gemacht?“ als seine fünfte und letzte Zusammenarbeit mit dem Regisseur Graham Cutts. Die Hitchcock-Biographie John Russell Taylors folgt dem und datiert den Film auf 1925, unmittelbar nach Die Prinzessin und der Geiger. Im Gegensatz dazu datiert die Internet-Datenbank IMDb den Film auf 1924 und reiht ihn als dritten der fünf Zusammenarbeiten zwischen Cutts und Hitchcock ein, ebenso Donald Spoto in seiner Hitchcock-Biographie. Für ersteres spricht, dass Hitchcock – von Taylor in einem Gespräch mit Hitchcock auf die widersprüchlichen Angaben angesprochen – auf der ersteren Reihenfolge beharrte und sich an zusammenhängende Details der Produktion der beiden Filme erinnerte. Für die andere Darstellung spricht, dass Seine zweite Frau ebenso wie die ersten beiden Filme von Cutts und Hitchcock –  Women to Woman und The Wide Shadow –  von der Firma  Balcon-Saville-Freedman produziert wurde. 1924 jedoch hatte offenbar die Zusammenarbeit der drei Produzenten Michael Balcon, Victor Saville und John Freedman geendet, und Balcon hatte die Firma  Gainsborough gegründet, die 1924 und 1925 die Filme Ehe in Gefahr (The Passionate Adventure) und Die Prinzessin und der Geiger / The Blackguard produzierte. 
Die Vorbereitungen und Dreharbeiten zu Seine zweite Frau fanden unter ähnlich turbulenten Umständen statt, wie jene zu Die Prinzessin und der Geiger, der 1924 und 1925 in Berlin und Babelsberg gedreht wurde. Regisseur Graham Cutts hatte sich – laut Hitchcock während der Dreharbeiten zu Die Prinzessin und der Geiger – mit einer estnischen Tänzerin, die nicht nach England einreisen durfte, abgesetzt, und war im französischen Calais gestrandet, was die Vorbereitungen zu Seine zweite Frau erschwerte. Anschließend begab sich ein Produktionsteam um Hitchcock und seine Lebensgefährtin Alma Reville mit Cutts und seiner Geliebten auf ein Reise, die sie von Calais über Paris, St. Moritz, Venedig, den Comer See und wieder zurück nach St. Moritz führte, wo sie nach Drehorten für den geplanten Film suchen wollten und wo der Film auch gedreht werden sollte – eine Reise, die aber nicht zuletzt dem Zweck diente, die Trennung von Cutts von seiner Geliebten hinauszuzögern. Die Reise litt unter widrigen Bedingungen – ungünstiges Wetter und Eskapaden von Cutts und seiner Begleiterin – und wurde daher ohne Ergebnis abgebrochen, sodass der Film statt an Originalschauplätzen im Studio in England gedreht wurde - offenbar mit dementsprechend enttäuschendem Ergebnis.
Wie in Die Prinzessin und der Geiger spielte der amerikanische Stummfilmstar Jane Novak die Hauptrolle, die nur nach Europa gekommen war, weil sie gleich für zwei Filme verpflichtet worden war. Wissenswert ist außerdem, dass sich Hitchcock und Alma Reville während der Entstehungszeit von Seine zweite Frau verlobten. Hitchcock machte – nach seinen Erzählungen –  Alma den Heiratsantrag auf einer Schiffsfahrt von Deutschland nach England, als sie seekrank und daher wenig widerstandsfähig in ihrer Kabine lag.

## Kritik
Aufgrund des Mangels an Informationen ist über die Aufnahme des Films nicht mehr bekannt, als dass er, beispielsweise nach John Russell Taylor, als misslungen galt und kein Erfolg wurde.